# 泌尿生殖三角
泌尿生殖三角（urogenital triangle）又称尿殖三角，是會陰的前半部，属于广义尿殖区（urogenital region）的一部分。若是雌性哺乳類動物，會包括阴道及外陰部的相關部位。

## 結構
泌尿生殖三角是三角形的部位，其中一個頂點是恥骨聯合，另外二個頂點是髋骨的坐骨結節。

## 組成
泌尿生殖三角的組成會和性別有很大的不同。其中一些部份包括（無額外描述下，所有內容在男性和女性上均適用）：
- 後陰囊神經（英语：Posterior scrotal nerves） / 後陰唇神經（英语：Posterior labial nerves）
- 尿道
- 陰道(女性)
- 陰蒂(女性)
- 內陰唇及外陰唇(女性)
- 陰莖(男性)
- 陰囊(男性)
- 尿道球腺 / 前庭大腺
- 肌肉
  - 淺表橫向會陰肌（英语：Superficial transverse perineal muscle）
  - 坐骨海線體肌（英语：Ischiocavernosus muscle）
  - 球海綿體肌（英语：Bulbospongiosus muscle）
- 陰莖腳 / 阴蒂脚
- 陰莖球（英语：Bulb of penis） / 前庭球
- 泌尿生殖隔膜（英语：Urogenital diaphragm）
- 肌肉會陰體
- 會陰淺凹（英语：Superficial perineal pouch）及會陰深凹（英语：Deep perineal pouch）
- 血管及淋巴

## 圖片

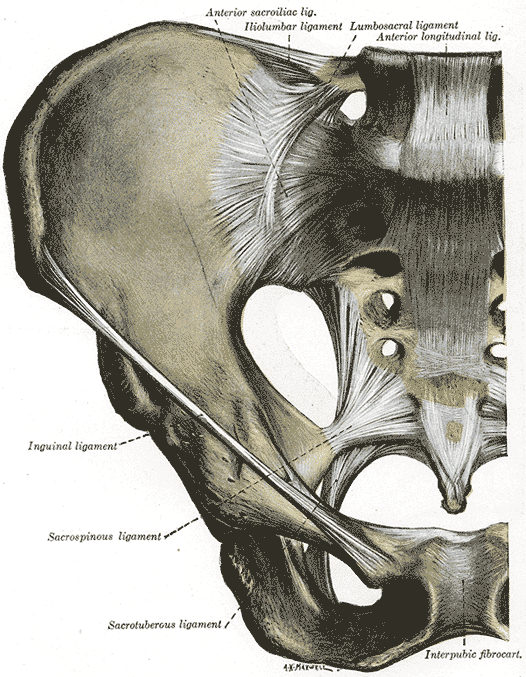
骨盆關節，前視圖
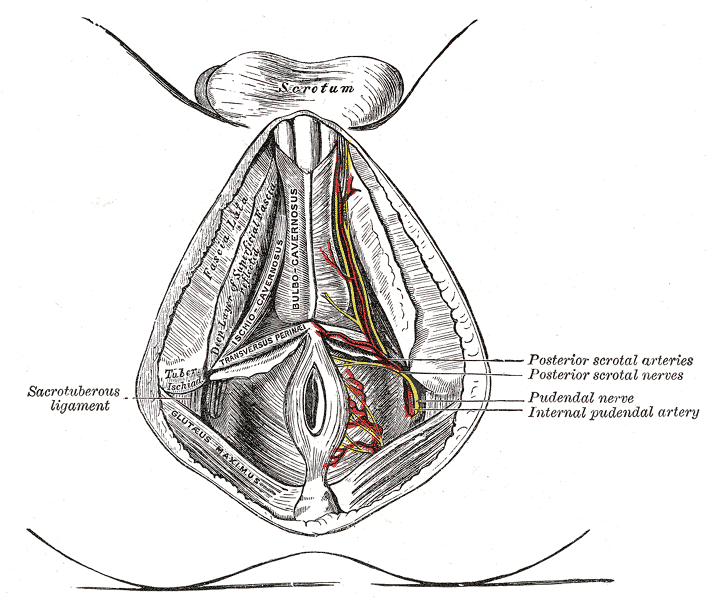
內陰部動脈的淺表分支
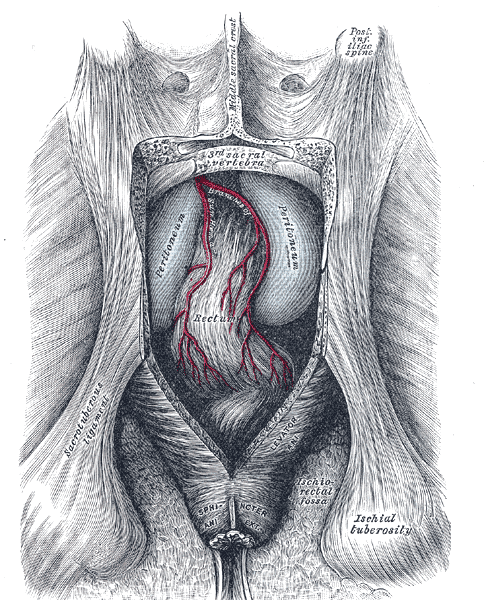
移除骶骨下部和尾骨後，露出直腸的後半段

## 外部連結
- 人体解剖学在线（Human Anatomy Online）网站上的相关图片：41:01-0201 - "The Female Perineum: Boundaries of the Female Perineum"
- （英文）perineum 在韦斯利诺曼的解剖课上（乔治城大学） (perineumboundaries)